# Дансмюїр (Каліфорнія)
Дансмюїр (англ. Dunsmuir) — місто (англ. city) в США, в окрузі Сискью штату Каліфорнія. Населення — 1707 осіб (2020).

## Географія
Дансмюїр розташований за координатами 41°13′54″ пн. ш. 122°16′13″ зх. д. / 41.23167° пн. ш. 122.27028° зх. д. (41.231559, -122.270215).  За даними Бюро перепису населення США в 2010 році місто мало площу 4,49 км², з яких 4,40 км² — суходіл та 0,10 км² — водойми. В 2017 році площа становила 4,25 км², з яких 4,16 км² — суходіл та 0,09 км² — водойми.

### Клімат
Місто знаходиться у зоні, котра характеризується середземноморським кліматом. Найтепліший місяць — липень із середньою температурою 22.2 °C (71.9 °F). Найхолодніший місяць — грудень, із середньою температурою 4.3 °С (39.8 °F).
| Клімат Дансмюїра        | Клімат Дансмюїра | Клімат Дансмюїра | Клімат Дансмюїра | Клімат Дансмюїра | Клімат Дансмюїра | Клімат Дансмюїра | Клімат Дансмюїра | Клімат Дансмюїра | Клімат Дансмюїра | Клімат Дансмюїра | Клімат Дансмюїра | Клімат Дансмюїра | Клімат Дансмюїра |
| Показник                | Січ.             | Лют.             | Бер.             | Квіт.            | Трав.            | Черв.            | Лип.             | Серп.            | Вер.             | Жовт.            | Лист.            | Груд.            | Рік              |
| Абсолютний максимум, °C | 21,1             | 25,6             | 28,3             | 33,3             | 37,2             | 38,9             | 42,2             | 42,8             | 41,1             | 37,2             | 27,8             | 23,9             | 42,8             |
| Середній максимум, °C   | 9,8              | 11,9             | 14,9             | 18,4             | 23,3             | 27,7             | 32,2             | 31,9             | 28,7             | 22,6             | 13,7             | 9,7              | 20,4             |
| Середня температура, °C | 4,4              | 5,7              | 7,9              | 10,6             | 15               | 18,9             | 22,2             | 21,3             | 18,3             | 13,4             | 7,3              | 4,3              | 12,4             |
| Середній мінімум, °C    | −1,1             | −0,6             | 0,8              | 2,9              | 6,7              | 10,1             | 12,1             | 10,7             | 7,9              | 4,3              | 0,9              | −1               | 4,5              |
| Абсолютний мінімум, °C  | −11,1            | −13,3            | −7,2             | −5,6             | −2,8             | 1,1              | 3,9              | 5                | −0,6             | −3,9             | −7,8             | −15,6            | −15,6            |
| Норма опадів, мм        | 286              | 273              | 226              | 114              | 77               | 30               | 6                | 7                | 26               | 88               | 196              | 297              | 1626             |
| Днів з опадами          | 14               | 13               | 12               | 11               | 8                | 4                | 2                | 2                | 3                | 6                | 11               | 14               | 100              |
| Днів зі снігом          | 3                | 2,6              | 1,3              | 0,4              | 0                | 0                | 0                | 0                | 0                | 0                | 1,2              | 3,3              | 11,8             |
| ----------------------- | ---------------- | ---------------- | ---------------- | ---------------- | ---------------- | ---------------- | ---------------- | ---------------- | ---------------- | ---------------- | ---------------- | ---------------- | ---------------- |
| Джерело: Weatherbase    |                  |                  |                  |                  |                  |                  |                  |                  |                  |                  |                  |                  |                  |

## Демографія
Згідно з переписом 2010 року, у місті мешкало 1650 осіб у 763 домогосподарствах у складі 411 родини. Густота населення становила 367 осіб/км².  Було 1110 помешкань (247/км²).
Расовий склад населення:
| - 87,5 % — білих - 1,9 % — чорних або афроамериканців - 1,0 % — корінних американців - 0,9 % — азіатів - 0,2 % — вихідців з тихоокеанських островів - 1,8 % — осіб інших рас |

До двох чи більше рас належало 6,6 %. Частка іспаномовних становила 10,1 % від усіх жителів.
За віковим діапазоном населення розподілялося таким чином: 19,4 % — особи молодші 18 років, 63,5 % — особи у віці 18—64 років, 17,1 % — особи у віці 65 років та старші. Медіана віку мешканця становила 47,0 року. На 100 осіб жіночої статі у місті припадало 105,7 чоловіків;  на 100 жінок у віці від 18 років та старших — 101,2 чоловіків також старших 18 років.
Середній дохід на одне домашнє господарство  становив 36 117 доларів США (медіана — 24 770), а середній дохід на одну сім'ю — 42 516 доларів (медіана — 34 500). Медіана доходів становила 33 125 доларів для чоловіків та 31 406 доларів для жінок. За межею бідності перебувало 24,5 % осіб, у тому числі 31,4 % дітей у віці до 18 років та 11,9 % осіб у віці 65 років та старших.
Цивільне працевлаштоване населення становило 465 осіб. Основні галузі зайнятості: освіта, охорона здоров'я та соціальна допомога — 24,5 %, мистецтво, розваги та відпочинок — 18,1 %, науковці, спеціалісти, менеджери — 12,9 %, роздрібна торгівля — 9,0 %.